# Számlatükör
A kettős könyvvitel rendszerében a könyvelés főkönyvi számlákra történik. Ezen főkönyvi számlák megalkotása meg kell hogy előzze a tényleges könyvelési tevékenységet. A Számviteli törvény 161. § (2) a) pontjában nevesíti, mint „minden alkalmazásra kijelölt számla számjelét és megnevezés”-ét. A számlarend keretében jelenik meg, kiegészítve egyéb tételekkel, mint például a „főkönyvi számla analitikával való kapcsolatát.”

## Egy példa
A mikrogazdálkodói beszámoló készítését választók számára alkalmazható - amennyiben nem kíván számlarendet készíteni - számlatükör. Előírja a mikrogazdálkodói egyszerűsített éves beszámolóról szóló 398/2012. (XII. 20.) kormányrendelet.
```
1. SZÁMLAOSZTÁLY BEFEKTETETT ESZKÖZÖK
 11. IMMATERIÁLIS JAVAK
  113. Vagyoni értékű jogok
   1131. Vagyoni értékű jogok bruttó értéke
   1138. Vagyoni értékű jogok terven felüli értékcsökkenése és annak visszaírása
   1139. Vagyoni értékű jogok terv szerinti értékcsökkenése
  114. Szellemi termékek
   1141. Szellemi termékek bruttó értéke
   1148. Szellemi termékek terven felüli értékcsökkenése és annak visszaírása
   1149. Szellemi termékek terv szerinti értékcsökkenése
  119. Kis értékű immateriális javak
   1191. Kis értékű immateriális javak bruttó értéke
   1199. Kis értékű immateriális javak terv szerinti értékcsökkenése
 12. INGATLANOK ÉS KAPCSOLÓDÓ VAGYONI ÉRTÉKŰ JOGOK
  121. Telkek, földterületek
   1211. Telkek, földterületek bruttó értéke
   1218. Telkek, földterületek terven felüli értékcsökkenése és annak visszaírása
   1219. Telkek, földterületek terv szerinti értékcsökkenése
  122. Ingatlanokhoz kapcsolódó vagyoni értékű jogok
   1221. Ingatlanokhoz kapcsolódó vagyoni értékű jogok bruttó értéke
   1228. Ingatlanokhoz kapcsolódó vagyoni értékű jogok terven felüli értékcsökkenése és annak visszaírása
   1229. Ingatlanokhoz kapcsolódó vagyoni értékű jogok terv szerinti értékcsökkenése
  123. Épületek, épületrészek, tulajdoni hányadok
   1231. Épületek, épületrészek, tulajdoni hányadok bruttó értéke
   1238. Épületek, épületrészek, tulajdoni hányadok terven felüli értékcsökkenése és annak visszaírása
   1239. Épületek, épületrészek, tulajdoni hányadok terv szerinti értékcsökkenése
  124. Egyéb ingatlanok
   1241. Egyéb ingatlanok bruttó értéke
   1248. Egyéb ingatlanok terven felüli értékcsökkenése és annak visszaírása
   1249. Egyéb ingatlanok terv szerinti értékcsökkenése
  129. Kis értékű ingatlanok
   1291. Kis értékű ingatlanok bruttó értéke
   1299. Kis értékű ingatlanok terv szerinti értékcsökkenése
 13. MŰSZAKI BERENDEZÉSEK, GÉPEK, JÁRMŰVEK
  131. Termelő gépek, berendezések
   1311. Termelő gépek, berendezések bruttó értéke
   1318. Termelő gépek, berendezések terven felüli értékcsökkenése és annak visszaírása
   1319. Termelő gépek, berendezések terv szerinti értékcsökkenése
  132. Műszaki járművek
   1321. Műszaki járművek bruttó értéke
   1328. Műszaki járművek terven felüli értékcsökkenése és annak visszaírása
   1329. Műszaki járművek terv szerinti értékcsökkenése
  133. Ki nem emelt műszaki berendezések, gépek, járművek
   1331. Ki nem emelt műszaki berendezések, gépek, járművek bruttó értéke
   1338. Ki nem emelt műszaki berendezések, gépek, járművek terven felüli értékcsökkenése és annak visszaírása
   1339. Ki nem emelt műszaki berendezések, gépek, járművek terv szerinti értékcsökkenése
  139. Kis értékű műszaki berendezések, gépek, járművek
   1391. Kis értékű műszaki berendezések, gépek, járművek bruttó értéke
   1399. Kis értékű műszaki berendezések, gépek, járművek terv szerinti értékcsökkenése
 14. EGYÉB BERENDEZÉSEK, FELSZERELÉSEK, JÁRMŰVEK
  141. Egyéb (üzemi üzleti), berendezések, felszerelések
   1411. Egyéb (üzemi üzleti), berendezések, felszerelések bruttó értéke
   1418. Egyéb (üzemi üzleti), berendezések, felszerelések terven felüli értékcsökkenése és annak visszaírása
   1419. Egyéb (üzemi üzleti), berendezések, felszerelések terv szerinti értékcsökkenése
  142. Egyéb járművek
   1421. Egyéb járművek bruttó értéke
   1428. Egyéb járművek terven felüli értékcsökkenése és annak visszaírása
   1429. Egyéb járművek terv szerinti értékcsökkenése
  143. Irodai, igazgatási berendezések és felszerelések
   1431. Irodai, igazgatási berendezések és felszerelések bruttó értéke
   1438. Irodai, igazgatási berendezések és felszerelések terven felüli értékcsökkenése és annak visszaírása
   1439. Irodai, igazgatási berendezések és felszerelések terv szerinti értékcsökkenése
  144. Ki nem emelt egyéb berendezések, felszerelések
   1441. Ki nem emelt egyéb berendezések, felszerelések bruttó értéke
   1448. Ki nem emelt egyéb berendezések, felszerelések terven felüli értékcsökkenése és annak visszaírása
   1449. Ki nem emelt egyéb berendezések, felszerelések terv szerinti értékcsökkenése
  149. Kis értékű egyéb berendezések, felszerelések, járművek
   1491. Kis értékű egyéb berendezések, felszerelések, járművek bruttó értéke
   1499. Kis értékű egyéb berendezések, felszerelések, járművek terv szerinti értékcsökkenése
 15. TENYÉSZÁLLATOK
  151. Tenyésztésben hasznosított állatok
   1511. Tenyésztésben hasznosított állatok bruttó értéke
   1518. Tenyésztésben hasznosított állatok terven felüli értékcsökkenése és annak visszaírása
   1519. Tenyésztésben hasznosított állatok terv szerinti értékcsökkenése
  152. Igásállatok
   1521. Igásállatok bruttó értéke
   1528. Igásállatok terven felüli értékcsökkenése és annak visszaírása
   1529. Igásállatok terv szerinti értékcsökkenése
  153. Egyéb tenyészállatok
   1531. Egyéb tenyészállatok bruttó értéke
   1538. Egyéb tenyészállatok terven felüli értékcsökkenése és annak visszaírása
   1539. Egyéb tenyészállatok terv szerinti értékcsökkenése
  159. Kis értékű tenyészállatok
   1491. Kis értékű tenyészállatok bruttó értéke
   1499. Kis értékű tenyészállatok terv szerinti értékcsökkenése
 16. BERUHÁZÁSOK, FELÚJÍTÁSOK
  161. Beruházások
  162. Felújítások
  168. Beruházások, felújítások terven felüli értékcsökkenése és annak visszaírása
 17. TULAJDONI RÉSZESEDÉST JELENTŐ BEFEKTETÉSEK (RÉSZESEDÉSEK)
  171. Tartós részesedések
  179. Részesedések értékvesztése és annak visszaírása
 18. HITELVISZONYT MEGTESTESÍTŐ ÉRTÉKPAPÍROK
  181. Államkötvények
  182. Tartós diszkont értékpapírok
  183. Vállalkozások által kibocsátott tartós értékpapírok
  184. Egyéb hitelviszonyt megtestesítő értékpapírok
  189. Tartós értékpapírok értékvesztése és annak visszaírása
 19. TARTÓSAN ADOTT KÖLCSÖNÖK (tartós bankbetétek)
  191. Tartósan adott kölcsönök
  192. Tartós bankbetétek
  199. Tartósan adott kölcsönök (és bankbetétek) értékvesztése és annak visszaírása

2. SZÁMLAOSZTÁLY KÉSZLETEK
 21. ANYAGOK 21-22
  211. Nyers- és alapanyagok
  221. Segédanyagok
  222. Üzem- és fűtőanyagok
  223. Fenntartási anyagok
  224. Építési anyagok
  225. Egy éven belül elhasználódó anyagi eszközök
  226. Tárgyi eszközök közül átsorolt anyagok
  227. Egyéb anyagok
  229. Anyagok értékvesztése és annak visszaírása
 23. BEFEJEZETLEN TERMELÉS ÉS FÉLKÉSZ TERMÉKEK
  231. Befejezetlen termelés
  232. Félkész termékek
  239. Befejezetlen termelés és félkész termékek értékvesztése és annak visszaírása
 24. NÖVENDÉK-, HÍZÓ- ÉS EGYÉB ÁLLATOK
  241. Növendékállatok
  242. Hízóállatok
  243. Egyéb állatok
  244. Bérbevett állatok
  249. Állatok értékvesztése és annak visszaírása
 25. KÉSZTERMÉKEK
  251. Késztermékek
  259. Késztermékek értékvesztése és annak visszaírása
 26. KERESKEDELMI ÁRUK
  261. Kereskedelmi áruk
  262. Idegen helyen tárolt, bizományba átadott áruk
  263. Tárgyi eszközök közül átsorolt áruk
  264. Belső (egységek, tevékenységek közötti) átadás-átvétel ütközőszámla
  269. Kereskedelmi áruk értékvesztése és annak visszaírása
 27. KÖZVETÍTETT SZOLGÁLTATÁSOK
  271. Közvetített szolgáltatások
  279. Közvetített szolgáltatások értékvesztése és annak visszaírása
 28. BETÉTDÍJAS GÖNGYÖLEGEK
  281. Betétdíjas göngyölegek
  289. Betétdíjas göngyölegek értékvesztése és annak visszaírása

3. SZÁMLAOSZTÁLY KÖVETELÉSEK, PÉNZÜGYI ESZKÖZÖK ÉS AKTÍV IDŐBELI ELHATÁROLÁSOK
 31. KÖVETELÉSEK ÁRUSZÁLLÍTÁSBÓL ÉS SZOLGÁLTATÁSBÓL (VEVŐK)
  311. Vevőkövetelések
  319. Vevőkövetelések értékvesztése
 33. KÖVETELÉSEK TULAJDONOSSAL SZEMBEN
  331. Jegyzett, de még be nem fizetett tőke
 34. VÁLTÓKÖVETELÉSEK
  341. Váltókövetelések
  349. Váltókövetelések értékvesztése
 35. ADOTT ELŐLEGEK
  351. Immateriális javakra adott előlegek
  352. Beruházásokra adott előlegek
  353. Készletekre adott előlegek
  354. Egyéb célra adott előlegek
  359. Adott előlegek értékvesztése
 36. EGYÉB KÖVETELÉSEK
  361. Munkavállalókkal szembeni követelések
  362. Költségvetéssel szembeni követelések
  363. Rövid lejáratra kölcsönadott pénzeszközök
  364. Részesedésekkel, értékpapírokkal kapcsolatos követelések
  365. Különféle egyéb követelések
  369. Egyéb követelések értékvesztése
 37. ÉRTÉKPAPÍROK
  371. Részesedések
  372. Saját részvények, saját üzletrészek
  373. Forgatási célú hitelviszonyt megtestesítő értékpapírok
  378. Értékpapír elszámolási számla
  379. Értékpapírok értékvesztése
 38. PÉNZESZKÖZÖK
  381. Pénztár
  382. Valutapénztár
  383. Csekkek
  384. Elszámolási betétszámla
  385. Elkülönített betétszámla
  386. Devizabetét-számla
  387. Elektronikus pénz
  389. Átvezetési számla
 39. AKTÍV IDŐBELI ELHATÁROLÁSOK
  391. Aktív időbeli elhatárolások

4. SZÁMLAOSZTÁLY FORRÁSOK
 41. SAJÁT TŐKE
  411. Jegyzett tőke
  412. Tőketartalék
  413. Eredménytartalék
  414. Lekötött tartalék
  419. Adózott eredmény 
 42. CÉLTARTALÉKOK
  421. Céltartalék a várható kötelezettségekre
 43. HÁTRASOROLT KÖTELEZETTSÉGEK
  431. Hátrasorolt kötelezettségek
 44. HOSSZÚ LEJÁRATÚ KÖTELEZETTSÉGEK
  441. Hosszú lejáratra kapott kölcsönök
  442. Átváltoztatható kötvények
  443. Tartozások kötvénykibocsátásból
  444. Beruházási és fejlesztési hitelek
  445. Egyéb hosszú lejáratú hitelek
  446. Pénzügyi lízing miatti kötelezettségek
  449. Egyéb hosszú lejáratú kötelezettségek
 45. RÖVID LEJÁRATÚ KÖTELEZETTSÉGEK 45-47
  451. Rövid lejáratú kölcsönök
  452. Rövid lejáratú hitelek
  453. Vevőktől kapott előlegek
  454. Kötelezettségek áruszállításból és szolgáltatásból (szállítók)
  455. Beruházási szállítók
  456. Nem számlázott szállítók
  457. Váltótartozások
  461. Eredményt terhelő adók elszámolása
  462. Személyi jövedelemadó (szja) elszámolása
  463. 
Jövedéki adó
 elszámolása
  464. Gépjármű adó (cégautóadó) elszámolása
  465. Vámelszámolási számla
  466. Előzetesen felszámított általános forgalmi adó
  467. Fizetendő általános forgalmi adó
  468. 
Általános forgalmi adó
 elszámolási számla
  469. Helyi adók elszámolási számla
  471. Jövedelemelszámolási számla
  472. Fel nem vett járandóságok
  473. Szociális hozzájárulási adó
  474. Szakképzési hozzájárulás
  475. Egészségügyi hozzájárulás (eho) elszámolása
  476. Egyéb állami adóhatósággal szembeni kötelezettség elszámolása
  477. Rövid lejáratú egyéb kötelezettségek munkavállalókkal és tulajdonosokkal szemben
  478. Részesedésekkel, értékpapírokkal kapcsolatos kötelezettségek
  479. Különféle egyéb rövid lejáratú kötelezettségek
 48. PASSZÍV IDŐBELI ELHATÁROLÁSOK
  481. Passzív időbeli elhatárolások
 49. ÉVI MÉRLEGSZÁMLÁK
  491. Nyitómérleg számla
  492. Zárómérleg számla
  493. Adózott eredmény elszámolási számla

5. SZÁMLAOSZTÁLY KÖLTSÉGNEMEK
 51. ANYAGKÖLTSÉG
  511. Alapanyagok költségei
  512. Egy éven belül elhasználódó anyagi eszközök költségei
  513. Egyéb anyagköltség
  519. Anyagköltség megtérülés
 52. IGÉNYBE VETT SZOLGÁLTATÁSOK KÖLTSÉGEI
  521. Szállítás-rakodás, raktározás költségei
  522. Bérleti díjak
  523. Karbantartási költségek
  524. Hirdetés, 
reklám
, propaganda költségek
  525. Oktatás és továbbképzés költségei
  526. Utazási és kiküldetési költségek (napidíj nélkül)
  529. Igénybe vett egyéb szolgáltatások költségei
 53. EGYÉB SZOLGÁLTATÁSOK KÖLTSÉGEI
  531. Hatósági igazgatási, szolgáltatási díjak, illetékek
  532. Pénzügyi, befektetési szolgáltatási díjak
  533. Biztosítási díjak
  534. Költségként elszámolandó adók, járulékok, termékdíjak
  539. Különféle egyéb szolgáltatások költségei
 54. BÉRKÖLTSÉG
  541. Bérköltség
 55. SZEMÉLYI JELLEGŰ EGYÉB KIFIZETÉSEK
  551. Munkavállalóknak, tagoknak fizetett személyi jellegű kifizetések
  552. Jóléti és kulturális költségek
  553. Reprezentációs költségek
  559. Egyéb személyi jellegű kifizetések
 56. BÉRJÁRULÉKOK
  561. Szociális hozzájárulási adó
  562. Egészségügyi hozzájárulás
  563. Szakképzési hozzájárulás
  569. Egyéb bérjárulékok
 57. ÉRTÉKCSÖKKENÉSI LEÍRÁS
  571. Terv szerinti értékcsökkenési leírás
  572. Kis értékű eszközök egy összegben elszámolt értékcsökkenési leírása
 58. AKTIVÁLT SAJÁT TELJESÍTMÉNYEK ÉRTÉKE
  581. Saját termelésű készletek állományváltozása
  582. Saját előállítású eszközök aktivált értéke
  589. Aktivált saját teljesítmények átvezetési számla
 59. KÖLTSÉGNEMEK ÁTVEZETÉSE
  599. Költségnemek átvezetési számla

8. SZÁMLAOSZTÁLY RÁFORDÍTÁSOK
 81. ANYAGJELLEGŰ RÁFORDÍTÁSOK
  811. Anyagköltség
  812. Igénybe vett szolgáltatások értéke
  813. Egyéb szolgáltatások értéke
  814. Eladott áruk beszerzési értéke
  815. Eladott (közvetített) szolgáltatások értéke
 82. SZEMÉLYI JELLEGŰ RÁFORDÍTÁSOK
  821. Bérköltség
  822. Személyi jellegű egyéb kifizetések
  823. Bérjárulékok
 83. ÉRTÉKCSÖKKENÉSI LEÍRÁS
  831. Értékcsökkenési leírás
 86. EGYÉB RÁFORDÍTÁSOK
  861. Egyéb ráfordításnak minősülő értékesítések
   8611. Értékesített immateriális javak, tárgyi eszközök könyv szerinti értéke
   8612. Értékesített, átruházott (engedményezett) követelések könyv szerinti értéke
  862. Egyéb ráfordításnak minősülő eszköz kivezetések
   8621. Hiányzó, megsemmisült, kiselejtezett immateriális javak, tárgyi eszközök nettó értéke
   8622. Hiányzó, megsemmisült, állományból kivezetett készletek könyv szerinti értéke
  863. Behajthatatlan követelések leírt összege
  864. Céltartalék képzés
  865. Utólag adott, nem számlázott engedmény
  866. Egyéb ráfordításként elszámolt adók, illetékek, hozzájárulások
   8661. Központi költségvetéssel elszámolt adók, illetékek, hozzájárulások
   8662. Helyi önkormányzatokkal elszámolt adók, illetékek, hozzájárulások
   8663. Elkülönített állami pénzalapokkal elszámolt adók, illetékek, hozzájárulások
   8664. Társadalombiztosítással elszámolt adók, illetékek, hozzájárulások
   8665. EU pénzügyi alapokkal elszámolt adók, illetékek, hozzájárulások
   8666. Ráfordításként elszámolt egyéb adók és adójellegű tételek
  867. Egyéb ráfordításként elszámolt, adónak nem minősülő kifizetések
   8671. Káreseménnyel kapcsolatos fizetett, fizetendő összegek
   8672. Költségek (ráfordítások) ellentételezésére adott támogatás, juttatás
   8673. Tao által elismert bírságok, kötbérek, késedelmi kamatok, pótlékok, kártérítések, sérelemdíjak
   8674. Tao által el nem ismert bírságok, kötbérek, késedelmi kamatok, pótlékok, kártérítések, sérelemdíjak
  868. Terven felüli értékcsökkenések, értékvesztések
   8681. Immateriális javak terven felüli értékcsökkenése
   8682. Tárgyi eszközök terven felüli értékcsökkenése
   8683. Készletek értékvesztése
   8684. Követelések értékvesztése
  869. Különféle egyéb ráfordítások
 87. PÉNZÜGYI MŰVELETEK RÁFORDÍTÁSAI
  871. Befektetési célú értékpapír értékesítésének árfolyamvesztesége
  872. Forgatási célú értékpapír értékesítésének árfolyamvesztesége
  873. Hitelintézetnek fizetendő kamatok és kamatjellegű ráfordítások
  874. Nem hitelintézetnek fizetendő kamatok és kamatjellegű ráfordítások
  875. Részesedések, értékpapírok, bankbetétek értékvesztése és visszaírása
   8751. Részesedések, értékpapírok, bankbetétek értékvesztése
   8752. Részesedések, értékpapírok, bankbetétek értékvesztésének visszaírása
  876. Külföldi pénzértékre szóló eszközök és kötelezettségek árfolyamveszteségei
   8761. Deviza- és valutakészletek forintra átváltásának árfolyamvesztesége
   8762. Külföldi pénzértékre szóló eszközök és kötelezettségek pénzügyileg rendezett árfolyamvesztesége
  877. Egyéb értékpapír ügyletek veszteségei
  878. Pénzügyi rendezéshez kapcsolódóan adott engedmény
  879. Egyéb pénzügyi ráfordítások
 88. RENDKÍVÜLI RÁFORDÍTÁSOK
  881. Társaságba bevitt eszközök nyilvántartás szerinti értéke
  882. Megszűnt részesedés nyilvántartás szerinti értéke
  883. Tartozásátvállalás szerződés szerinti összege
  884. Térítés nélkül átadott eszközök nyilvántartás szerinti értéke
  885. Térítés nélkül nyújtott szolgáltatások bekerülési értéke
  886. Elengedett követelések könyv szerinti értéke
  887. Fejlesztési célra átadott támogatások, véglegesen átadott pénzeszközök
  889. Egyéb, vagyoncsökkenéssel járó rendkívüli ráfordítások
 89. EREDMÉNYT TERHELŐ ADÓK
  891. Társasági adó
  892. Egyszerűsített vállalkozói adó
  893. Kisvállalati adó
  899. Eredményt terhelő egyéb adók

9. SZÁMLAOSZTÁLY BEVÉTELEK
 91. BELFÖLDI ÉRTÉKESÍTÉS ÁRBEVÉTELE
  911. Belföldinek értékesített saját termelésű készletek árbevétele
  912. Belföldinek értékesített vásárolt készletek árbevétele
  913. Belföldinek nyújtott szolgáltatások árbevétele
  918. Belföldi értékesítéssel kapcsolatos ártámogatás
  919. Egyéb belföldi értékesítés árbevétele
 92. EXPORTÉRTÉKESÍTÉS ÁRBEVÉTELE
  921. Külföldinek értékesített saját termelésű készletek árbevétele
  922. Külföldinek értékesített vásárolt készletek árbevétele
  923. Külföldinek nyújtott szolgáltatások árbevétele
  928. Külföldi értékesítéssel kapcsolatos ártámogatás
  929. Egyéb külföldi értékesítés árbevétele
 96. EGYÉB BEVÉTELEK
  961. Egyéb bevételnek minősülő értékesítések
   9611. Értékesített immateriális javak, tárgyi eszközök ellenértéke
   9612. Értékesített, átruházott (engedményezett) követelések ellenértéke
  963. Követelés könyv szerinti értékét meghaladóan realizált összeg
  964. Céltartalék feloldás
  965. Utólag kapott, nem számlázott engedmény
  966. Működési célra kapott támogatás, juttatás
   9661. Központi költségvetésből kapott támogatás, juttatás
   9662. Helyi önkormányzatoktól kapott támogatás, juttatás
   9663. Európai Uniótól kapott támogatás, juttatás
   9664. Egyéb forrásból kapott támogatás, juttatás
  967. Egyéb bevételként elszámolt pénzbevételek
   9671. Káreseménnyel kapcsolatos térítések
   9672. Költségek (ráfordítások) ellentételezésére kapott támogatás, juttatás
   9673. Kapott bírságok, kötbérek, fekbérek, késedelmi kamatok, kártérítések
  968. Terven felüli értékcsökkenések, értékvesztések visszaírása
   9681. Immateriális javak terven felüli értékcsökkenésének visszaírása
   9682. Tárgyi eszközök terven felüli értékcsökkenésének visszaírása
   9683. Készletek értékvesztésének visszaírása
  969. Különféle egyéb bevételek
 97. PÉNZÜGYI MŰVELETEK BEVÉTELEI
  971. Befektetési célú értékpapír értékesítésének árfolyamnyeresége
  972. Forgatási célú értékpapír értékesítésének árfolyamnyeresége
  973. Hitelintézettől kapott kamatok és kamatjellegű bevételek
  974. Nem hitelintézettől kapott kamatok és kamatjellegű bevételek
  975. Kapott (járó) osztalék és részesedés
  976. Külföldi pénzértékre szóló eszközök és kötelezettségek árfolyamnyereségei
   9761. Deviza- és valutakészletek forintra átváltásának árfolyamnyeresége
   9762. Külföldi pénzértékre szóló eszközök és kötelezettségek pénzügyileg rendezett árfolyamnyeresége
   9763. Devizás eszközök és kötelezettségek mérlegfordulónapi értékelésének összevont árfolyamnyeresége
  977. Egyéb értékpapír ügyletek nyereségei
  978. Pénzügyi rendezéshez kapcsolódóan kapott engedmény
  979. Egyéb pénzügyi bevételek
 98. RENDKÍVÜLI BEVÉTELEK
  981. Társaságba bevitt eszközök társasági szerződés szerinti értéke
  982. Megszűnt részesedés ellenében kapott eszközök és átvett kötelezettségek különbözete
  983. Elévült kötelezettség könyv szerinti összege
  984. Térítés nélkül átvett, ajándékként, hagyatékként kapott, fellelt eszközök értéke
  985. Térítés nélkül kapott szolgáltatások értéke
  986. Elengedett, átvállalt kötelezettség értéke
  987. Fejlesztési célra kapott támogatások, véglegesen átvett pénzeszközök
  989. Egyéb, vagyonnövekedéssel járó rendkívüli bevételek
```